# Aju Makita
Pour les articles homonymes, voir Makita.
Aju Makita (蒔田 彩珠, Makita Aju), née le 7 août 2002 dans le quartier de Kanazawa de la ville de Yokohama, dans la préfecture de Kanagawa (Japon), est une actrice japonaise.

## Biographie
Aju Makita est la cadette et la seule fille d'une fratrie de trois enfants.
Elle fait ses débuts d'actrice à l'âge de 7 ans.
En 2012, elle est apparue dans le drame télévisé Going My Home réalisé par Hirokazu Kore-eda et a depuis joué dans ses films Après la tempête (2016), The Third Murder (2017) et Une affaire de famille (2018). Elle a remporté le prix du meilleur nouveau venu aux Hochi Film Award en 2018 pour Shino Can't Say Her Name, réalisé par Hiroaki Yuasa,. Elle remporte ensuite, en 2020, le Mainichi Film Award de la meilleure actrice dans un second rôle ainsi que le prix Hōchi du cinéma de la meilleure actrice dans un second rôle pour son rôle d'adolescente enceinte dansTrue Mothers de Naomi Kawase, qui a été sélectionné pour le Festival de Cannes 2020. Sa performance dans ce film est saluée par des critiques tels que ceux du Guardian, du Los Angeles Times, du Hollywood Reporter et du South China Morning Post.

## Filmographie partielle

### Au cinéma
| Année | Titre                           | Rôle               | Notes                           | Réf.   |
| ----- | ------------------------------- | ------------------ | ------------------------------- | ------ |
| 2016  | Après la tempête                | Aju                |                                 | [ 11 ] |
| 2017  | The Third Murder                | Yuka Shigemori     |                                 | [ 2 ]  |
| 2017  | The Light Dances                | Nagisa             | court métrage, rôle principal   | [ 12 ] |
| 2018  | Une affaire de famille          | Sayaka Shibata     |                                 | [ 13 ] |
| 2018  | My Friend "A"                   | Yui Shiraishi      |                                 | [ 14 ] |
| 2018  | The Cat in Their Arms           |                    |                                 | [ 15 ] |
| 2018  | Shino Can't Say Her Name        | Kayo Okazaki       | rôle principal                  | [ 16 ] |
| 2019  | Strawberry Song                 |                    |                                 | [ 17 ] |
| 2020  | True Mothers                    | Hikari Katakura    |                                 | ,      |
| 2020  | #HandballStrive                 | Kurosawa           |                                 | [ 19 ] |
| 2020  | Under the Stars                 | Mah-chan           |                                 | [ 20 ] |
| 2021  | L'Enfant du mois de Kamiari     | Kanna (voix)       | rôle principal                  | [ 21 ] |
| 2021  | DIVOC-12                        |                    | segment « Yen », rôle principal | [ 22 ] |
| 2021  | 99.9 Criminal Lawyer: The Movie | Eri Nagumo         |                                 | [ 23 ] |
| 2022  | Pure Japanese                   | Ayumi              |                                 | [ 24 ] |
| 2022  | To Me, the One Who Loved You    | Shiori Satō (voix) |                                 | [ 25 ] |
| 2022  | To Every You I've Loved Before  | Shiori Satō (voix) |                                 | [ 26 ] |
| 2023  | In Love and Deep Water          | Shiori Hagiwara    |                                 | [ 27 ] |
| 2024  | Happiness                       | Yuma Yamagishi     | rôle principal                  | [ 28 ] |

### À la télévision

#### Séries télévisées
| Année | Titre                                                                | Rôle                    | Notes                    | Réf.   |
| ----- | -------------------------------------------------------------------- | ----------------------- | ------------------------ | ------ |
| 2012  | Going My Home                                                        | Moe Tsuboi              |                          | [ 29 ] |
| 2016  | Daddy Sister                                                         | Tamaki Mizuta, à 13 ans | Asadora                  | [ 30 ] |
| 2018  | An Invisible Cradle                                                  | Chie Nakamoto           | épisode 2                | [ 31 ] |
| 2020  | Kotonoha                                                             | Kaori Itō               | téléfilm, rôle principal | [ 32 ] |
| 2021  | Welcome Home, Monet                                                  | Michi Nagaura           | Asadora                  | ,      |
| 2022  | If My Wife Becomes an Elementary School Student.                     | Mai Niijima             |                          | [ 35 ] |
| 2023  | Dans la cuisine des maiko (The Makanai: Cooking for the Maiko House) | Ryōko                   |                          | [ 36 ] |
| 2023  | My Worst Friend                                                      | Hotaru Kasamatsu        | rôle principal           | [ 37 ] |
| 2024  | House of Ninjas                                                      | Nagi Tawara             |                          | [ 38 ] |
| 2024  | Someone in This Town                                                 | Maki Mochizuki          | mini-série               | [ 39 ] |

## Théâtre
| Année | Titre     | Rôle      | Remarques | Réf.   |
| ----- | --------- | --------- | --------- | ------ |
| 2018  | La Strada | Gelsomine |           | [ 40 ] |

## Récompenses
| Année | Prix                               | Catégorie               | Œuvre                           | Résultat   | Réf.   |
| ----- | ---------------------------------- | ----------------------- | ------------------------------- | ---------- | ------ |
| 2018  | 43e Hochi Film Awards              | Best New Artist         | Shino Can't Say Her Name        | Lauréat    | [ 3 ]  |
| 2020  | 45e Hochi Film Awards              | Best Supporting Actress | True Mothers                    | Lauréat    | [ 41 ] |
| 2020  | 33e Nikkan Sports Film Awards      | Best Supporting Actress | True Mothers et Under the Stars | Nomination | ,      |
| 2020  | 33e Nikkan Sports Film Awards      | Best Newcomer           | True Mothers et Under the Stars | Nomination | ,      |
| 2021  | 42e Yokohama Film Festival         | Best Supporting Actress | True Mothers et Under the Stars | Lauréat    | [ 44 ] |
| 2021  | 75e Mainichi Film Awards           | Best Supporting Actress | True Mothers                    | Lauréat    | [ 45 ] |
| 2021  | 63e Blue Ribbon Awards             | Best Supporting Actress | True Mothers                    | Nomination | [ 46 ] |
| 2021  | 94e Kinema Junpo Awards            | Best Supporting Actress | True Mothers                    | Lauréat    | [ 47 ] |
| 2021  | 44e Japan Academy Film Prize       | Newcomer of the Year    | True Mothers                    | Lauréat    | [ 48 ] |
| 2021  | 15e Asian Film Awards              | Best Supporting Actress | True Mothers                    | Lauréat    | [ 49 ] |
| 2022  | 25e Nikkan Sports Drama Grand Prix | Best Supporting Actress | Welcome Home, Monet             | Lauréat    | [ 50 ] |